# Llista d'emperadors del Sacre Imperi Romanogermànic

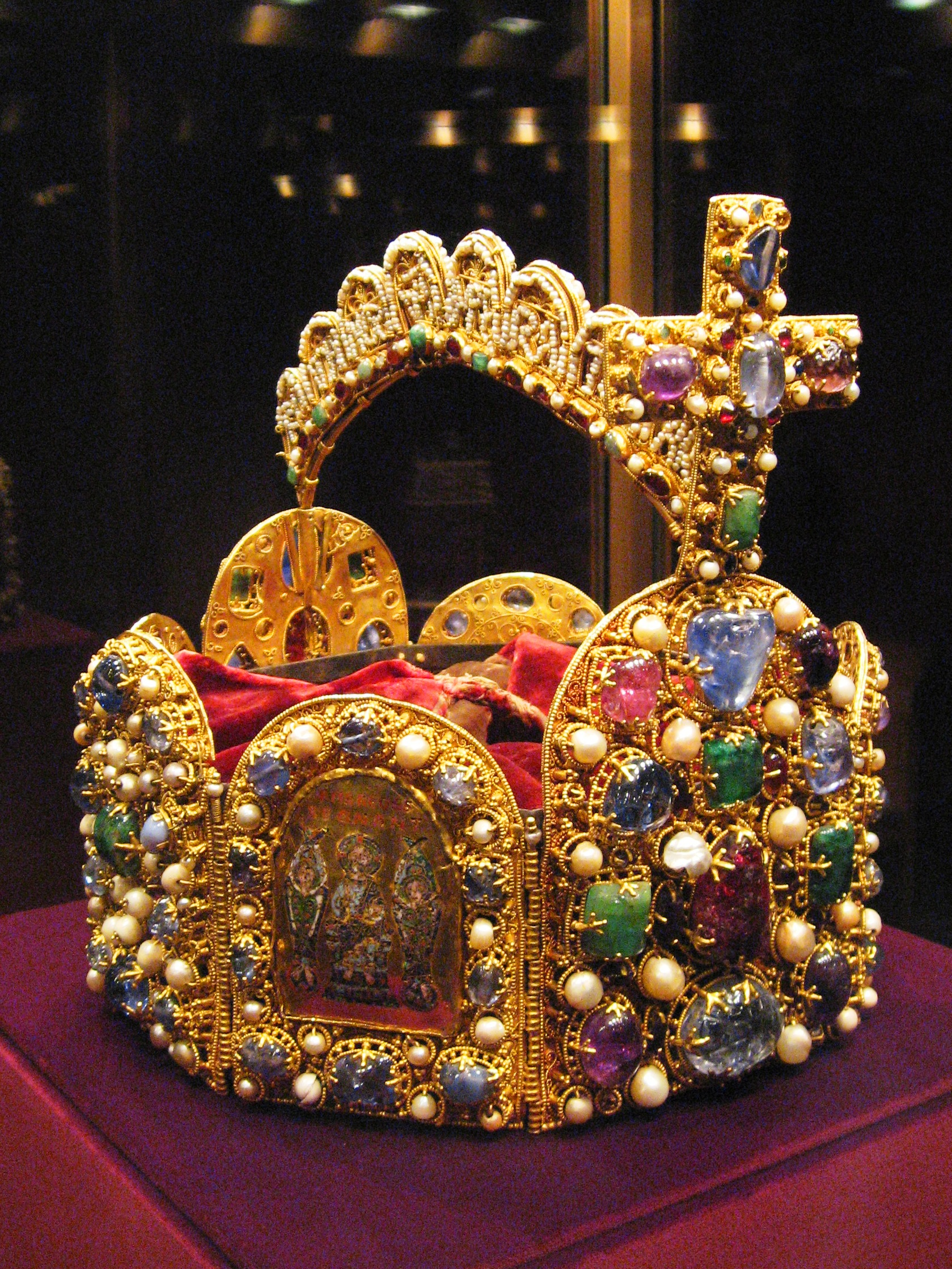
Corona de l'emperador del Sacre Imperi.

Aquesta pàgina enumera els emperadors considerats a partir de l'època de Carlemany fins a l'abolició de l'imperi l'any 1806.
Per a les regles primerenques d'aquesta llista, el títol emperador d'Occident és anacrònic, així Carlemany s'autoanomenà imperator Romanorum ("emperador de Romans") i imperator Romanum gubernans imperium ("emperador que governa l'Imperi Romà"), tot i que molts van utilitzar simplement l'imperator del títol ("emperador").
Carlemany va rebre el seu títol imperial quan fou coronat pel Papa Lleó III a Roma l'any 800. Posteriorment, la coronació papal fou considerada un requisit previ indispensable per esdevenir emperador. Després de la coronació d'Otó I el Gran, el títol imperial es va convertir en una prerrogativa del governant d'Alemanya; no obstant això, no tots els governants foren coronats emperadors per la qual cosa varia la llista d'Emperadors d'Occident a la de reis d'Alemanya.
A partir de 1508 Maximilià I, després d'un viatge fallit vers a Roma per ser coronat, tingué el permís Papal per anomenar-se imperator electus, o sigui, emperador-electe. El seu successor, Carles V, serà coronat el 1530, però els posteriors governants ja no buscaran la coronació Papal i seran designats emperadors-electes.

## Imperi Carolingi

### Dinastia carolíngia
- 800-814: Carlemany
- 814-840: Lluís I el Pietós, fill de l'anterior
- 843-855: Lotari I, fill de Lluís el Pietós
- 855-875: Lluís II el Jove, fill de Lluís el Pietós
- 875-877: Carles II el Calb, fill de Lluís el Pietós
- 877-881: seu vacant
- 881-887: Carles III el Gras, nebot de Carles el Calb

### Dinastia Spoleto
- 891-894: Guiu de Spoleto
- 894-898: Lambert de Spoleto

### Dinastia carolíngia
- 896-899: Arnulf de Caríntia
- 901-905: Lluís III el Cec, net de Lluís II el Jove
- 915-924: Berenguer I

## Sacre Imperi Romanogermànic
Dinastia Saxona-Otoniana
- 962 - 973: Otó I el Gran
- 973- 983: Otó II, fill de l'anterior
- 996 - 1002: Otó III, fill de l'anterior
- 1014 - 1024: Enric II el Sant

Dinastia Sàlica (Francònia)
- 1027 - 1039: Conrad II
- 1046 - 1056: Enric III, fill de l'anterior
- 1084 - 1105: Enric IV, fill de l'anterior
- 1111 - 1125: Enric V, fill de l'anterior

Dinastia Supplinburger
- 1133 - 1137: Lotari III

Dinastia Hohenstaufen
- 1155 - 1190: Frederic I Barba-roja
- 1191 - 1197: Enric VI, fill de l'anterior

Casa de Welf
- 1209 - 1215: Otó IV de Brunswick

Dinastia Hohenstaufen
- 1220 - 1250: Frederic II, fill d'Enric VI i cosí de l'anterior

Dinastia Luxemburg
- 1312 - 1313: Enric VII

Dinastia Wittelsbach
- 1328 - 1347: Lluís IV de Baviera

Dinastia Luxemburg
- 1355 - 1378: Carles IV
- 1410 - 1437: Segimon I, fill de l'anterior

Dinastia Habsburg
- 1440 - 1493: Frederic III
- 1493 - 1519: Maximilià I, fill de l'anterior
- 1519-1530 : Carles V, net de l'anterior i rei de Castella i d'Aragó
- 1556 - 1564: Ferran I, germà de l'anterior
- 1564- 1576: Maximilà II, fill de l'anterior
- 1576- 1612: Rodolf II, fill de l'anterior
- 1612- 1619: Mateu I, germà de l'anterior
- 1619- 1637: Ferran II, cosí de l'anterior
- 1637- 1657: Ferran III, fill de l'anterior
- 1658 - 1705: Leopold I, fill de l'anterior
- 1705- 1711: Josep I, fill de l'anterior
- 1711- 1740: Carles VI, germà de l'anterior i rei de Castella i d'Aragó durant la Guerra de Successió

Dinastia Wittelsbach
- 1742 - 1745: Carles VII, gendre de Josep I

Dinastia Habsburg-Lorena
- 1745- 1765: Francesc I, gendre de Carles VI
- 1765- 1790: Josep II, fill de l'anterior
- 1790- 1792: Leopold II, germà de l'anterior
- 1792- 1806: Francesc II, fill de l'anterior

- el 1806 Francesc II esdevé Francesc I d'Àustria, passant a governar aquest territori i posteriorment Hongria